# 杰日尼奥夫陨击坑
杰日尼奥夫陨击坑(Dejnev)是火星门农尼亚区的一座撞击坑，中心坐标位于南纬25.1度、西经164.8度处，直径152.09公里，其名称取自俄罗斯地理学家、探险家和航海家谢苗·杰日尼奥夫（1605年-1673年），1985年，该名称被国际天文联合会正式批准接受。

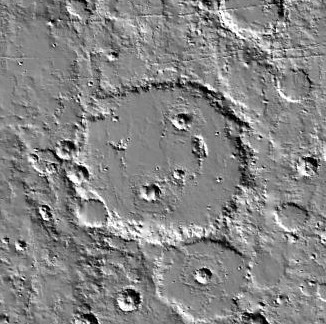
杰日尼奥夫陨击坑晕渲地貌地形图
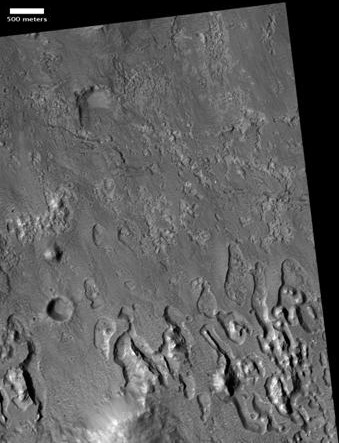
高分辨率成像科学设备拍摄的带有大坑的杰日尼奥夫陨击坑坑底（500米比例尺）。
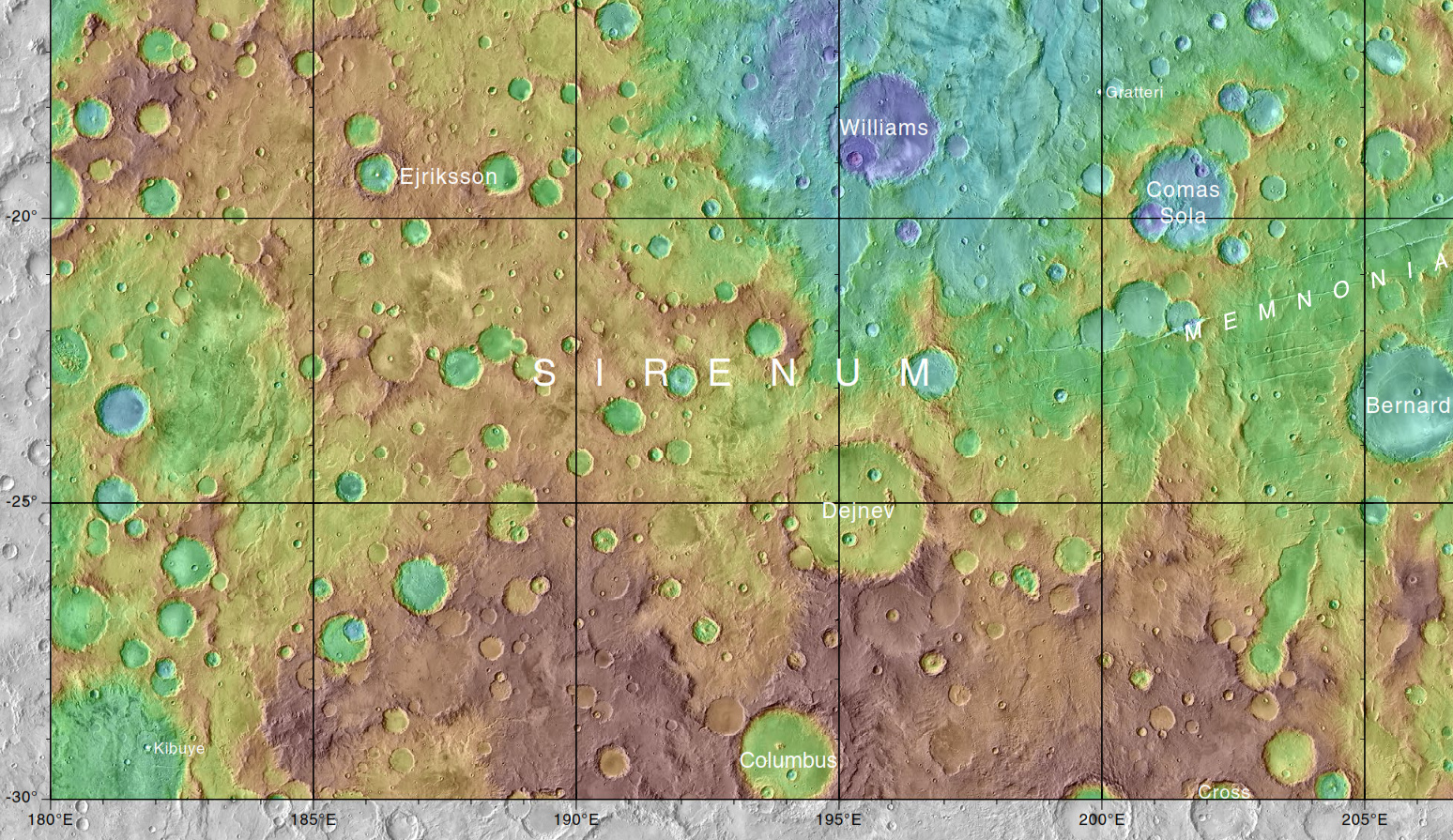
显示门农尼亚区杰日尼奥夫陨击坑及其他附近陨坑相对位置的地图。

## 另请查看
- 火星撞击坑